# Terri Clark
Terri Clark, född Terri Lynn Sauson 5 augusti 1968 i Montréal, är en kanadensisk countryartist.

## Diskografi
Studioalbum
- 1995 – Terri Clark
- 1996 – Just the Same
- 1998 – How I Feel
- 2000 – Fearless
- 2003 – Pain to Kill
- 2005 – Life Goes On
- 2009 – The Long Way Home
- 2011 – Roots and Wings
- 2012 – Classic
- 2014 – Some Songs

Samlingsalbum
- 2004 – Greatest Hits 1994-2004
- 2006 – 20th Century Masters: The Millennium Collection
- 2008 – The Ultimate Collection
- 2008 – The Definitive Collection
- 2009 – Terri Clark Live: Road Rage

Singlar (urval)
(Kanadensiska #1 hits)
- 1996 – "If I Were You"
- 1996 – "Poor Poor Pitiful Me"
- 1997 – "Emotional Girl"
- 1998 – "You're Easy on the Eyes"
- 2007 – "In My Next Life"